# Space master
Space Master est un groupe de dance italien actif dans les années 1990.

## Historique
Space Master est composé de :
- Pieradis Rossini, compositeur et producteur à l'origine d'un grand nombre de projets dance sous le label DJ Movement Records.
- Graziano Fanelli, compositeur et producteur.
- Paola Peroni rejoint le projet à partir de Step On.
- Michelle Weeks chante sur la plupart des titres du projet mais n'est visible que dans le clip de World Of Confusion (seul titre ayant une vidéo) et sur la pochette du vinyle de Everybody Sing.

## Discographie

### Albums
- pas d'album

### Singles
- 1992 : I Need You (featuring DJ G)
- 1993 : Jumping To The Party
- 1994 : Step On
- 1995 : In The Name Of Love
- 1996 : World Of Confusion
- 1996 : Hold Me baby
- 1997 : Everybody Sing
- 2008 : World Of Confusion 2008